# Гызылхаджылы (Газахский район)
Гызылхаджылы (азерб. Qızılhacılı) — село в Фарахлинском сельском административно-территориальном округе Газахского района Азербайджана, находившееся под контролем Армении с 1993 года по 2024 год.

## Этимология
Название села связано с названием племени гызылгаджылы. В Геранбойском районе Азербайджана также есть село, называемое Гызылгаджылы.

## География
Село расположено на Гянджа-Газахской равнине. 

## История
В советский период село входило в состав Азербайджанской ССР. 
Согласно результатам Азербайджанской сельскохозяйственной переписи 1921 года в селе Кизил-Гаджалы Аксибаринского сельского общества Казахского уезда Азербайджанской ССР имелось 64 хозяйства, население численностью 337 человек (163 мужчины, 174 женщины) с преобладающей национальностью — тюрки-азербайджанцы.
В ходе Первой карабахской войны село было захвачено вооружёнными силами Армении.
23 апреля 2024 года было возвращено под контроль Азербайджана.
23 мая 2024 года Госпогранслужба Азербайджана взяла под контроль территорию села.